# Аврен (Кирджалійська область)
Аврен (болг. Аврен) — село в громаді Крумовград, Кирджалійська область, Болгарія. Населення становить 448 осіб.

## Політична ситуація
У місцевому кметстві Аврен, до складу якого входить Аврен, посада Кметя (старости) виконує Діміт'р Ніколов Антонов (Болгарська соціалістична партія (БСП)) за результатами виборів.
Кмети (мер) громади Крумовград  — Себіхан Керім Мехмед (Рух за права та свободи (ДПС)) за результатами виборів.

## Карти
- Положення на електронній карті bgmaps.com[недоступне посилання з травня 2019]
- Положення на електронній карті  emaps.bg[недоступне посилання з лютого 2019]
- Положення на електронній карті Google